# Royal Palast
Der Royal Palast war ein Kino im Berliner Ortsteil Charlottenburg (Bezirk Charlottenburg-Wilmersdorf) in der Tauentzienstraße, das zu seiner Eröffnung 1965 über die weltweit größte gekrümmte Projektionswand verfügte.

## Geschichte

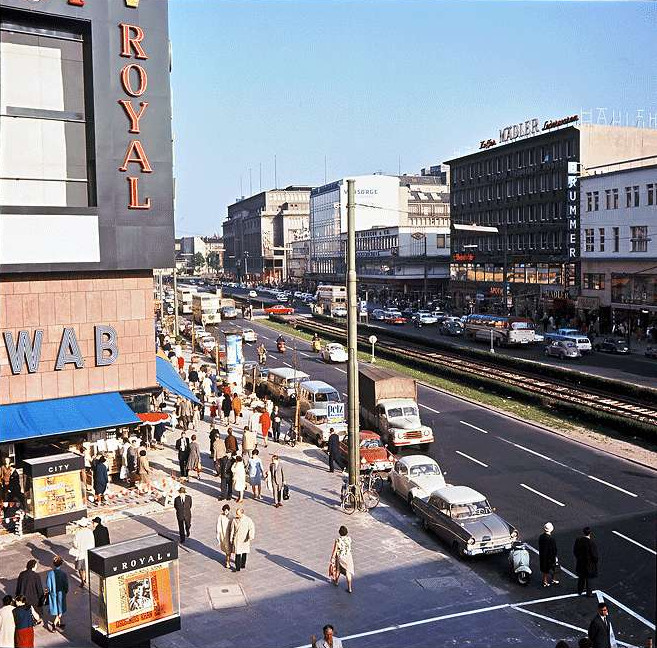
Blick auf die Tauentzienstraße mit dem Royal Palast links im Vordergrund, 1965

Der Royal Palast entstand Anfang der 1960er Jahre im Zuge der Erbauung des Europa-Centers, in das das Kino direkt integriert war. Entworfen und erbaut wurde der Royal Palast von Helmut Hentrich, Hubert Petschnigg und Klaus Heese. Ursprünglich verfügte das Kino über nur zwei Säle, mit den Namen Royal Palast und City. Die Namensgebung entstand durch eine Leserumfrage in der Berliner Boulevardzeitung B.Z. Der kleinere Saal City wurde am 21. Mai 1965 eröffnet, der Royal Palast folgte am 5. August 1965. Die um 120 Grad geschwungene und 420 Quadratmeter große Projektionswand des Royal Palastes war die ihrerzeit größte geschwungene Bildwand der Welt und wurde von Berlins größtem Vorhang verdeckt. Eröffnungsfilm war die George-Stevens-Produktion Die größte Geschichte aller Zeiten.
Im Jahr 1983 wurde das Kino um drei weitere kleinere Säle erweitert, und der gesamte Kino-Komplex erhielt den gemeinsamen Namen Royal Palast.
Unter dem Konkurrenzdruck der zahlreichen in Berlin eröffneten Multiplex-Kinos musste der Royal Palast am 28. April 2004 schließen. Der Gebäudekomplex wurde zwei Jahre später im Zuge einer Modernisierung des Europa-Centers abgerissen. Seit 2007 befindet sich an seiner Stelle ein "Saturn"-Elektronikmarkt.